# Modisimus elongatus
Modisimus elongatus är en spindelart som beskrevs av Bryant 1940. Modisimus elongatus ingår i släktet Modisimus och familjen dallerspindlar.
Artens utbredningsområde är Kuba. Inga underarter finns listade i Catalogue of Life.